# Pucará de La Alumbrera
El Pucará de La Alumbrera es un sitio arqueológico ubicado a 8 km de la pequeña población de Antofagasta de la Sierra, provincia de Catamarca, Argentina.
Es un conjunto de muros perteneciente a una fortaleza Inca. Estas construcciones pertenecían a un conglomerado urbano. Fue construido con piedras basálticas negras del lugar, procedentes de erupciones los volcanes Antofagasta y Alumbrera que lo circundan.